# Chrysoperla harrisii
Chrysoperla harrisii is een insect uit de familie van de gaasvliegen (Chrysopidae), die tot de orde netvleugeligen (Neuroptera) behoort. 
Chrysoperla harrisii is voor het eerst wetenschappelijk beschreven door Fitch in 1855.